# Bert Trautmann
Bert Trautmann, właśc. Bernhard Carl Trautmann (ur. 22 października 1923 w Bremie, zm. 19 lipca 2013 w La Llosa, Hiszpania) – niemiecki piłkarz, grający na pozycji bramkarza. W latach 1949–1964 piłkarz Manchesteru City. Trautmann dorastał w czasach konfliktów międzywojennych w Niemczech, a na początku drugiej wojny światowej dołączył do Luftwaffe i został spadochroniarzem. Przez trzy lata walczył na froncie wschodnim, zdobywając pięć odznaczeń, w tym Krzyż Żelazny. Później walczył na froncie zachodnim, gdzie pod koniec wojny został schwytany przez British Army. Był jedną z zaledwie 90 osób z liczącego tysiąc żołnierzy pułku, która przeżyła wojnę. Następnie został przewieziony do obozu dla jeńców wojennych w Ashton-in-Makerfield. Trautmann odrzucił ofertę repatriacji, a po wyjściu z więzienia w 1948 roku osiedlił się w Lancashire, gdzie łączył pracę na roli z grą jako bramkarz w miejscowej drużynie piłkarskiej St Helens Town.
Występy dla tej drużyny spowodowały, że Trautmann zdobył reputację utalentowanego bramkarza, co spowodowało, że zainteresowały się nim kluby z The Football League. W październiku 1949 roku niemiecki zawodnik przeszedł do Manchesteru City, który grał w najwyższej klasie rozgrywek, Football League First Division. Decyzja, by zatrudnić byłego spadochroniarza Państwa Osi, wywołała demonstracje dwudziestu tysięcy osób. Jednakże z czasem Trautmann uzyskał akceptację kibiców poprzez występy w bramce Manchesteru City, grając – z wyjątkiem pięciu – w kolejnych 250 meczach.
W 1956 zdobył nagrodę Piłkarza Roku FWA. W tym samym roku w finale Pucharu Anglii po 17 minutach gry odniósł poważną kontuzję po próbie rzucenia się pod nogi piłkarzowi Birmingham City, Peterowi Murphy’emu. Pomimo kontuzji Trautmann grał dalej, a między innymi dzięki jego kluczowym interwencjom jego drużyna wygrała 3:1. W trakcie odbierania medalu widać było, że jego szyja była wyraźnie zakrzywiona; trzy dni później prześwietlenie ujawniło, że jest ona złamana.
Trautmann grał dla Manchesteru City do roku 1964, występując w 545 meczach (w tym w 508 ligowych). Po zakończeniu kariery został trenerem, początkowo klubów niższych lig Anglii i Niemiec, a następnie reprezentacji Mjanmy, Liberii oraz Pakistanu. W 2004 roku otrzymał tytuł Oficera Orderu Imperium Brytyjskiego za promowanie porozumienia angielsko-niemieckiego w futbolu.

## Dzieciństwo w Niemczech

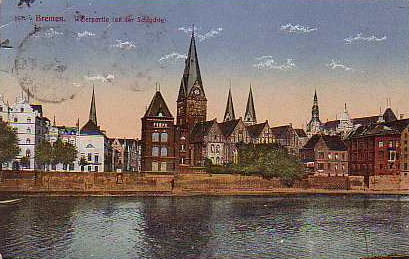
Brema w latach 20. XX w.

Trautmann urodził się 22 października 1923 roku w Walle, dzielnicy Bremy zamieszkiwanej głównie przez klasę średnią. Jego ojciec pracował w fabryce nawozów sztucznych, a jego matka była gospodynią domową. Miał również o trzy lata młodszego brata, Karla-Heinza, z którym utrzymywał bliskie stosunki. Posępny klimat gospodarczy wczesnych lat 30. spowodował, że Trautmannowie sprzedali dom i przenieśli się do robotniczej dzielnicy Gröpelingen, gdzie zamieszkali w mieszkaniu w bloku, w którym Bernhard mieszkał do 1941 roku. Gdy był młody, zainteresował się sportem – grał w piłkę nożna, piłkę ręczną i völkerball (odmianę dwóch ogni). Wstąpił również do YMCA i klubu piłkarskiego, Blau und Weisse. W klubie piłkarskim grał z entuzjazmem, ale działalność w YMCA nie pochłaniała jego zaangażowania w tym samym stopniu. W sierpniu 1933 roku dołączył do nowej organizacji, Jungvolk, która była prekursorem Hitlerjugend. W następnym roku wygrał kilka lokalnych juniorskich zawodów atletycznych i otrzymał certyfikat za sportową wybitność, podpisany przez Paula von Hindenburga, prezydenta Niemiec. Na początku drugiej wojny światowej Trautmann pracował jako praktykant na stanowisku mechanika samochodowego.

## II wojna światowa
W 1941 roku Trautmann dołączył do Luftwaffe, gdzie początkowo był operatorem radiowym, jednakże podczas szkolenia nie wykazał wiele zdolności do tej pracy i został przeniesiony do Spandau, gdzie został spadochroniarzem. Najpierw służył w okupowanej Polsce, a jako że stacjonował daleko od linii frontu, mógł pozwolić sobie na uprawianie sportu i psikusy. W wyniku jednego z nich doszło do wypadku (poszkodowanym był sierżant sztabowy). Trautmann został za to skazany na trzy miesiące więzienia. Na początku odbywania kary miał ostre zapalenie wyrostka robaczkowego, wskutek czego spędził karę w szpitalu wojskowym. W październiku 1941 roku rozpoczął stacjonowanie w Dniepropetrowsku na Ukrainie, gdzie armia niemiecka została wskutek wczesnego początku zimy na dłużej. Tam prowadziła ataki typu podjazdowego na Armię Czerwoną. Na wiosnę 1942 roku Trautmann otrzymał awans na stanowisko kaprala. Początkowo armia niemiecka przeważała, ale sowiecka kontrofensywa spowodowała duże straty w jednostce Trautmanna (700 zabitych, co stanowiło 70% jednostki), na skutek czego została ona wycofana z frontu wschodniego. Za osiągnięcia na froncie wschodnim Trautmann zdobył pięć medali, w tym Krzyż Żelazny I klasy.
Po otrzymaniu awansu na stanowisko sierżanta, Trautmann znajdował się w jednostce utworzonej z kilku innych, zdziesiątkowanych na wschodzie. Jednostka ta stacjonowała we Francji, przygotowując się na lądowanie aliantów w Normandii. W roku 1944 Trautmann był jedną z nielicznych osób, która przeżyła bombardowanie w Kleve. Nie mając jednostki, zdecydował się na powrót do Bremy. Niemieccy żołnierze nieposiadający ważnych dokumentów urlopowych byli rozstrzeliwani w wyniku podejrzeń o dezercję, z tego powodu więc Trautmann starał się unikać wojsk niemieckich. Kilka dni później został on schwytany przez dwóch żołnierzy US Army. Po zdecydowaniu, że Niemiec nie ma dla nich przydatnych informacji, żołnierze wyprowadzili go z remizy, każąc mu mieć podniesione do góry ręce. Ze strachu przed rozstrzelaniem Trautmann uciekł. Po uzyskaniu wystarczającej odległości, by uniknąć oprawców, przeskoczył przez płot. Wylądował jednak u stóp brytyjskiego żołnierza, który przywitał go słowami: „Cześć Fritz, masz ochotę na filiżankę herbaty?”. Wcześniej Trautmann został schwytany również przez Rosjan oraz Francuzów, ale za każdym razem udało mu się uciec. Jako że wojna dobiegała końca, Trautmann nie podejmował kolejnej próby ucieczki. Początkowo został uwięziony w pobliżu Ostendy, a następnie przeniesiony do obozu w Esseksie, gdzie został przesłuchany. Jako żołnierz ochotnik, który od najmłodszych lat był przedmiotem indoktrynacji, otrzymał kategorię „C”, co oznacza, że został sklasyfikowany jako nazista. Trautmann, który był jednym z 90 żołnierzy z jego pierwszego pułku, którzy przeżyli wojnę, został przewieziony do obozu jenieckiego w Northwich. Wkrótce potem otrzymał kategorię „B”, co oznaczało, że został uznany za nie-nazistę. Następnie został przewieziony do obozu jenieckiego w Ashton-in-Makerfield – małej miejscowości w hrabstwie Lancashire pomiędzy St Helens a Wigan – gdzie znajdował się do roku 1948.
W obozie regularnie rozgrywano mecze piłkarskie, a Trautmann uczestniczył w nich jako zawodnik z pola. Jednakże w meczu przeciwko amatorskiej drużynie Haydock Park, grając jako obrońca doznał kontuzji, po czym poprosił bramkarza Gunthera Luhra o zamianę pozycji. Od tamtego czasu Trautmann grał jako bramkarz. W tym czasie w Anglii mówiono na niego „Bert”, ponieważ wymawianie skróconej wersji jego imienia – „Bernd” – sprawiało Anglikom problemy.

## Początki kariery piłkarskiej
Po zamknięciu obozu Trautmann odrzucił ofertę repatriacji i został w Wielkiej Brytanii. Początkowo pracował na roli, a następnie przy rozbrajaniu bomb w Liverpoolu. Grał również w amatorskim klubie piłkarskim, St Helens Town; ożenił się później z Margaret Friar – córką sekretarza tego klubu. Reputacja Trautmanna w sezonie 1948/49 stale rosła, a jego występy przyciągały liczne rzesze kibiców, w tym rekordowe 9000 osób w finale lokalnego pucharu, Mahon Cup.

## Manchester City
Gdy rozpoczynał się nowy sezon, wiele drużyn The Football League wykazało zainteresowanie zatrudnieniem Trautmanna. Ostatecznie 7 października 1949 roku Niemiec podpisał kontrakt z Manchesterem City, wiążąc się z klubem kontraktem amatorskim. Wkrótce później zmieniono charakter kontraktu na profesjonalny.

### Niezadowolenie kibiców
Niektórzy kibice klubu byli niezadowoleni z powodu zatrudnienia w klubie byłego pracownika Luftwaffe. Posiadacze karnetów zagrozili bojkotem, a różne grupy kibiców w Manchesterze i całym kraju wysyłali do klubu wiele listów protestacyjnych. Oprócz trudności z narodowością dodatkowym problemem dla Trautmanna był fakt, że zastąpił on Franka Swifta, jednego z najlepszych bramkarzy w historii klubu. Choć niemiecki bramkarz wyrażał wątpliwości związane z podpisaniem kontraktu, kapitan klubu i weteran z Normandii, Eric Westwood, publicznie przywitał go w klubie, mówiąc, że „w szatni City nie ma już żadnej wojny”. Pierwszym meczem Trautmanna w Manchesterze City było spotkanie przeciwko Bolton Wanderers, rozegrane 19 listopada. Po udanym występie ilość protestów kibiców zmniejszyła się. W dalszym ciągu jednak lżono go na meczach wyjazdowych, co początkowo źle wpływało na jego koncentrację; w grudniu 1949 roku w meczu z Derby County wpuścił siedem goli.

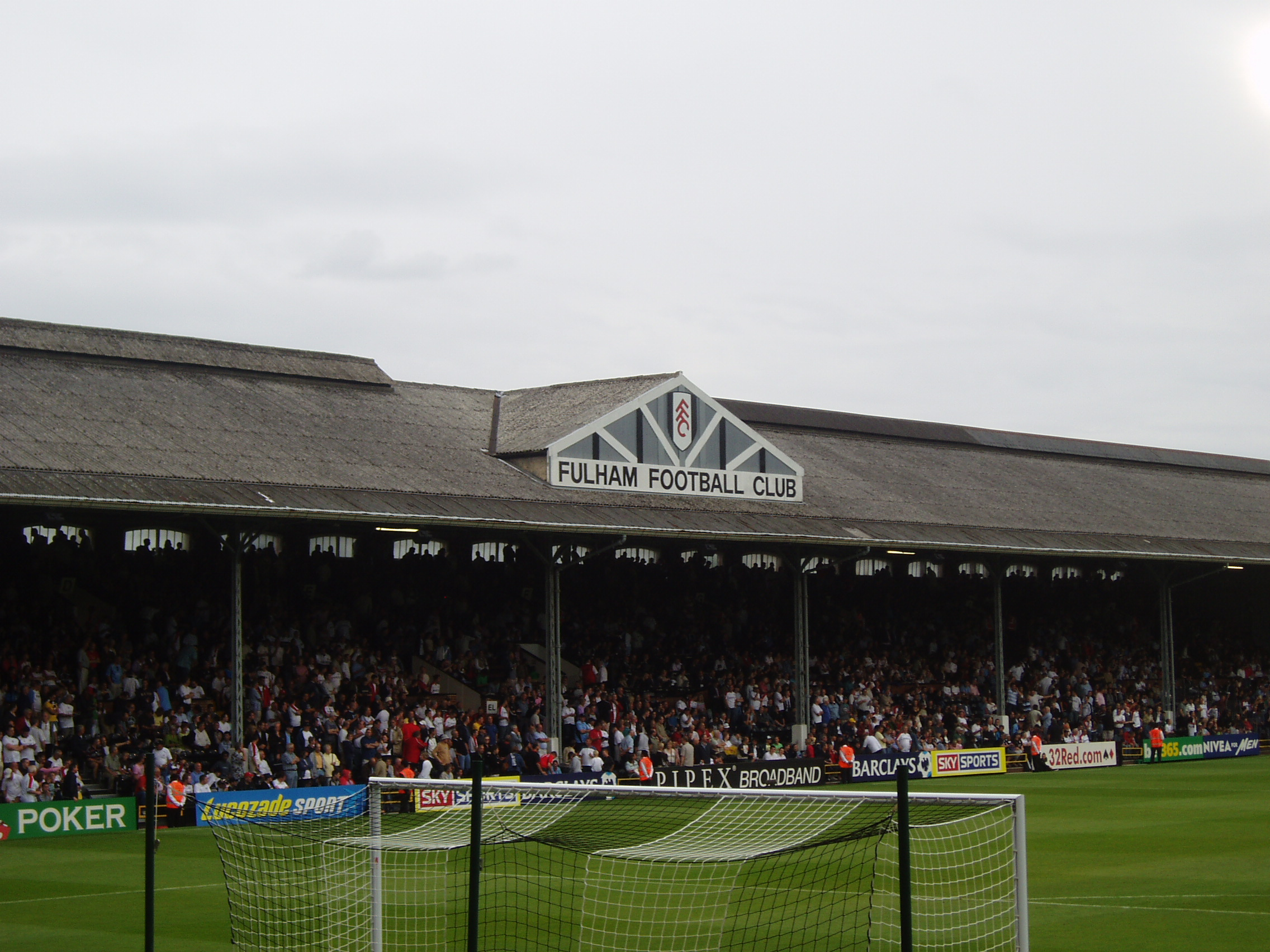
Wizyta Trautmanna na Craven Cottage w 1950 roku spowodowała wielkie zainteresowanie mediów

 Mecz Manchesteru City przeciwko Fulham w styczniu 1950 roku był pierwszą wizytą Trautmanna w Londynie. Spowodował wielkie zainteresowanie mediów, jako że siedziby większości brytyjskich gazet znajdowały się w Londynie; kilku wiodących dziennikarzy sportowych obserwowało Trautmanna w akcji po raz pierwszy. Ciężkie szkody wyrządzone miastu przez Luftwaffe oznaczały, że były spadochroniarz Trautmann był znienawidzoną przez kibiców postacią; krzyczeli oni na niego „Szwab” i „nazista”. Manchester City słabo spisywał się w lidze i oczekiwano wysokiego zwycięstwa Fulham, jednakże bardzo dobra gra Trautmanna spowodowała, że Fulham wygrał „zaledwie” 1:0. Po zakończeniu meczu Trautmann otrzymał owacje na stojąco, był także oklaskiwany przez piłkarzy obu drużyn. Jednakże po sezonie klub spadł do drugiej ligi.

### Kolejne finały Pucharu Anglii
Manchester City powrócił do najwyższej klasy rozgrywkowej w następnym sezonie. W kolejnych latach Trautmann dał się poznać jako jeden z najlepszych bramkarzy w lidze, grając – z wyjątkiem pięciu – w kolejnych 250 meczach ligowych. W 1952 jego usługami zainteresowało się FC Schalke 04, które zaoferowało Manchesterowi City tysiąc funtów za transfer piłkarza. Oferta została kategorycznie odrzucona, a Manchester City odpowiedział, że uważa, iż Trautmann jest wart dwadzieścia razy więcej.
W połowie lat 50. menedżer Manchesteru City, Les McDowall, wprowadził nowe ustawienie taktyczne, w którym środkowy napastnik był głęboko cofnięty. Ustawienie to nosiło nazwę Revie Plan, od nazwiska Dona Reviego, który był takim napastnikiem. W systemie tym ważne było jak najdłuższe utrzymywanie piłki, wskutek czego Trautmann mógł zrobić użytek ze swoich zdolności wyrzucania piłki; w tamtych czasach bramkarze po obronie strzału zazwyczaj jak najdalej wykopywali piłkę. W przeciwieństwie do nich Trautmann, inspirowany węgierskim bramkarzem Gyulą Grosicsem, starał się rozpocząć atak rzucając piłkę do skrzydłowych – zwykle Kena Barnesa bądź Johna McTavisha. Następnie ci podawali do Reviego, który dalej przeprowadzał atak. Używając tej taktyki klub dotarł do finału Pucharu Anglii w 1955 roku, przez co Trautmann stał się pierwszym Niemcem grającym w finale tegoż pucharu. Manchester City podejmował zdobywcę pucharu w latach 1951 oraz 1952, Newcastle United. Jackie Milburn strzelił Manchesterowi City gola po 45 sekundach, a w 18 minucie Jimmy Meadows musiał opuścić boisko z powodu kontuzji, wskutek czego klub z Manchesteru grał w dziesiątkę. Przewaga Newcastle oznaczała, że możliwość rozpoczynania ataków przez Trautmanna wskutek wyrzutów była ograniczona. Manchester wprawdzie zdołał strzelić gola w pierwszej połowie, ale w 57 minucie Bobby Mitchell strzelił na 2:1 dla Newcastle. Mecz skończył się zwycięstwem Newcastle 3:1, tak więc Trautmann i jego klub zdobyli w pucharze drugie miejsce.

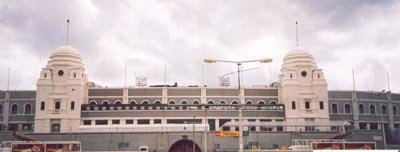
Stadion Wembley, gdzie odbywały się finały Pucharu Anglii

Mimo porażki w finale w 1955, Manchester City dobrze radził sobie w sezonie 1955/56, kiedy to ukończył rozgrywki na czwartym miejscu i ponownie dotarł do finału Pucharu Anglii. W finale tym Manchester City zmierzył się z Birmingham City. Trautmann był jednym z najwybitniejszych piłkarzy klubu; na krótko przed finałem odebrał nagrodę dla Piłkarza Roku FWA, będąc jednocześnie pierwszym bramkarzem, który został nią uhonorowany. Dwa dni później Trautmann zagrał na Wembley mecz z Birmingham, który to mecz dał mu uznanie na całym świecie. Jedną z przyczyn porażki w poprzednim finale była nerwowość, co objawiło się w szybkim straceniu gola. Tym razem to jednak Manchester City za sprawą lewonożnego Joe Hayesa wcześnie strzelił gola. W 14 minucie wyrównał Noel Kinsey. W drugiej połowie dwa gole dla Manchesteru City zdobyli Jack Dyson i Bobby Johnstone. Przez następne dziesięć minut Birmingham przeprowadzał częste ataki. W 75 minucie Trautmann, rzucający się na piłkę, został powalony w kolizji z piłkarzem Birmingham, Peterem Murphym, w której został uderzony kolanem w szyję. Jako że nie można było przeprowadzać zmian, Trautmann, oszołomiony i niepewnie stojący na nogach, grał dalej. W pozostałych do końca meczu 15 minutach Trautmann między innymi wykonał kluczową interwencję po strzale Murphy’ego. Manchester City wygrał mecz, a Trautmann był jego bohaterem z powodu spektakularnych interwencji pod koniec meczu. Książę Filip powiedział później, że podczas wręczania Trautmannowi medalu zauważył, iż ten ma skrzywioną szyję. Niemiecki bramkarz uczestniczył również tego dnia w pomeczowym bankiecie, mimo że nie mógł ruszać głową. Jako że ból nie ustawał, następnego dnia udał się do St George’s Hospital, gdzie powiedziano mu, że ma on jedynie skurcz w karku, z którym może normalnie chodzić. Trzy dni później w Manchester Royal Infirmary wykonano mu prześwietlenie promieniami X, które ujawniło, że miał zwichnięte pięć kręgów szyjnych, z których drugi był pęknięty na dwie części. Trzeci kręg był wciśnięty w drugi, co zapobiegło dalszym uszkodzeniom, które mogły kosztować Trautmanna jego życie.

### Powrót po kontuzji
Rekonwalescencja Trautmanna trwała kilka miesięcy, wskutek czego wykluczony był z gry przez znaczną część sezonu 1956/57; podczas jego absencji bronił Jack Savage. Na początku grudnia Niemiec zagrał w dwóch meczach drużyny rezerw, ale jego forma nie była optymalna. Do pierwszej drużyny powrócił 15 grudnia, kiedy to w meczu przeciwko Wolverhampton Wanderers wpuścił trzy gole. Nadal próbował on uzyskać dobrą formę, ale nie bronił dobrze, wskutek czego niektórzy kibice i media apelowali do niego o zakończenie kariery.
Sezon 1957/58 był o tyle nietypowy dla Manchesteru City, że stała się ona pierwszą i jedyną angielską drużyną w historii, która zarówno zdobyła, jak i straciła w sezonie przynajmniej sto goli. W tamtym sezonie Trautmann zagrał w 34 meczach, i mimo że nie grał w przegranym 2:9 meczu z West Bromwich Albion oraz 4:8 z Leicester City, był to dla niego rekordowy sezon, jeśli chodzi o liczbę wpuszczonych bramek w karierze. Ponadto tylko dwa razy w całym sezonie zdołał zachować czyste konto.

### Ostatni mecz
Trautmann zagrał w barwach Manchesteru City w 545 meczach podczas piętnastoletniego pobytu w klubie, w latach 1949–1964.
W roku 1964 zakończył karierę, grając w swoim meczu pożegnalnym, który z trybun według oficjalnych statystyk obserwowało 47 000 osób, chociaż rzeczywista ich liczba mogła sięgać 60 000. W tym meczu Trautmann był kapitanem drużyny składającej się z piłkarzy Manchesteru City oraz Manchesteru United, w której grali między innymi Bobby Charlton i Denis Law, a ich rywalem była reprezentacja Anglii, mająca w składzie takich piłkarzy, jak Tom Finney, Stanley Matthews czy Jimmy Armfield.

## Późniejsza kariera piłkarska
Po opuszczeniu Manchesteru City Trautmann grał krótko dla klubu Wellington Town, który za mecz płacił mu 50 funtów. Wiek zmniejszył jego umiejętności, ale na mecz, w którym debiutował w nowym klubie (przeciwko Hereford United) przyszła duża ilość kibiców. Jednakże w drugim meczu sędzia wykluczył go z gry za niesportowe zachowanie. Trautmann nigdy więcej już nie zagrał.

## Reprezentacja
Mimo iż Trautmann był uważany za jednego z najlepszych bramkarzy w swoim okresie, nigdy nie zagrał w reprezentacji narodowej. W 1953 spotkał się on z selekcjonerem RFN, Seppem Herbergerem, który wyjaśnił mu, że wyprawa do Anglii i motywy polityczne uniemożliwiły mu wybór zawodnika, który nie był łatwo dostępny. Ponadto dodał, że powołałby Trautmanna tylko wtedy, jeśli ten grałby w lidze niemieckiej. Wskutek tego Trautmann nie uczestniczył w Mistrzostwach Świata w 1954 roku, na których RFN zdobyło pierwsze miejsce. Jedyne doświadczenie Trautmanna w futbolu międzynarodowym miało miejsce w 1960 roku. Wtedy to po raz pierwszy Football League postanowiła włączyć nie-angielskich graczy do reprezentowania ligi angielskiej w meczach reprezentatywnych. Trautmann był kapitanem drużyny ligi angielskiej w meczu przeciwko drużynie ligi irlandzkiej, grał także w spotkaniu z drużyną ligi włoskiej.

## Styl gry
Trautmann przodował w bronieniu strzałów, szczególnie jeśli chodzi o rzuty karne – w swojej karierze obronił około 60% strzelanych mu rzutów karnych. Menedżer Manchesteru United, Matt Busby, posunął się nawet do wspominania swojej drużynie o umiejętnościach przewidywania Trautmanna: „Nie myślcie, gdzie uderzyć piłkę Trautmannowi. Najpierw uderzcie, potem myślcie. Jeśli spojrzycie i zrobicie to, on odczyta wasze myśli i obroni ją”. Podobnie twierdził piłkarz Manchesteru City, Neil Young: „Jedynym sposobem, by na treningu pokonać go strzałem, było przestrzelenie”. Trautmann w młodości grał w piłkę ręczną, wobec czego potrafił daleko wyrzucać piłkę, czym rozpoczynał ataki swojej drużyny. Gyula Grosics używał takiego rozwiązania, na przykład w wygranym w 1953 roku meczu Węgier nad Anglią 6:3.
Trautmann z trudem przyjmował krytykę i jedynie jego bliscy przyjaciele mogli mu sugerować zmiany w sposobie gry. Okazyjnie rozwodził się on nad błędami, które źle wpływały na jego koncentrację; jego przyjaciel Stan Wilson nazwał to „skubaniem stokrotek”. Jego temperament czasami powodował problemy – niejednokrotnie został wyrzucony z boiska.
W ciągu swojej kariery Trautmann otrzymał wiele pochwał ze strony czołowych postaci piłki nożnej. Spytany o najlepszego bramkarza w historii, Lew Jaszyn odpowiedział: „Było tylko dwóch bramkarzy światowej klasy. Jeden to Lew Jaszyn. Drugim był niemiecki chłopak, który grał w Manchesterze – Trautmann”. Były bramkarz Arsenalu Londyn – Bob Wilson, nazwał Trautmanna „bohaterem z dzieciństwa”, a Gordon Banks powiedział, że Trautmann miał wpływ na jego styl gry.

## Kariera trenerska
Po kilku miesiącach rozważania o swojej przyszłości, Niemiec otrzymał telefon od prezesa Stockport County, Victora Bernarda, który zaoferował mu stanowisko generalnego menedżera. Stockport był klubem niższej ligi z niewielkim budżetem, a zatrudnienie Trautmanna było próbą poprawienia wizerunku klubu. Wielu ludzi w lokalnej społeczności kibicowało bądź to Manchesterowi City, bądź Manchesterowi United, więc - by ożywić zainteresowanie - Trautmann i Bernard zdecydowali, że mecze będą rozgrywane w piątkowe wieczory, kiedy to żaden klub z Manchesteru nie grał. Zwiększyło to dochody, ale klub grał słabo. Na skutek konfliktu z Bernardem Trautmann zrezygnował z funkcji w roku 1966. W latach 1967–1968 Trautmann był trenerem zespołu Preußen Münster, z którym zdobył 13. miejsce w Regionallidze, a następnie na krótko został trenerem klubu Opel Rüsselsheim. Następnie DFB wysłał go do krajów bez narodowych struktur piłkarskich. Wpierw Trautmann był trenerem reprezentacji Mjanmy, z którą w 1972 roku awansował na Igrzyska Olimpijskie oraz zdobył Puchar Prezydenta (turniej, w którym brały udział kraje południowoazjatyckie). Następnie pracował w Tanzanii, Liberii, Pakistanie oraz Jemenie. W 1988 przeszedł na emeryturę i zamieszkał w Hiszpanii.

## Nagrody
Za pracę na rzecz poprawy stosunków angielsko-niemieckich w 2004 roku Trautmann został odznaczony Orderem Imperium Brytyjskiego. W roku 2005 znalazł się w Galerii Sław National Football Museum.

## Życie prywatne
Trautmann ożenił się z Brytyjką Margaret Friar w 1950 roku, ale rozwiódł się z nią w latach 60. Mieli oni trójkę synów: Johna, Marka i Stephena. John zginął w wieku pięciu lat w wypadku samochodowym, kilka miesięcy po finale Pucharu Anglii w 1956 roku. Według byłej żony Trautmanna walka o pogodzenie się z tą stratą doprowadziła do rozpadu ich małżeństwa. W latach 70., podczas pobytu w Birmie, ożenił się z Niemką Ursulą Van der Heyde; rozwiedli się w 1982 roku. Od 1990 roku Trautmann mieszkał z trzecią żoną, Marlis, w małym bungalow niedaleko Walencji. Założył on fundację, pomagającą poprzez piłkę nożną w poprawie stosunków angielsko-niemieckich.

## Sukcesy
- Zdobywca Pucharu Anglii (1956)
- Piłkarz roku FWA (1956)
- Członek English Football Hall of Fame